# Top of the Lake
Top of the Lake is een televisieserie uit 2013 die geschreven werd door Jane Campion en Gerard Lee. Campion regisseerde de serie samen met Garth Davis. Top of the Lake is een coproductie van het Britse BBC Two, het Amerikaanse Sundance Channel en de Australische zender UKTV. De opnames werden gemaakt in Nieuw-Zeeland. De serie werd integraal getoond op het Sundance Film Festival en op het Internationaal filmfestival van Berlijn. Top of the Lake werd vijf keer genomineerd voor een Primetime Emmy Award in 2013. De reeks werd in het voorjaar van 2014 op Canvas uitgezonden en werd tevens gekocht door de Nederlandse publieke omroep VPRO. 
In 2017 volgde een tweede seizoen Top of the Lake: China Girl.

## Verhaal
De twaalfjarige Tui Mitcham wordt in het Nieuw-Zeelandse bergdorpje Laketop uit het meer gered na een vermoedelijke zelfmoordpoging. Er wordt ontdekt dat ze vijf maanden zwanger is maar wil of kan er geen uitleg over geven. De Australische politievrouw Robin Griffin (Elisabeth Moss) is op bezoek bij haar zieke moeder, die eveneens in het dorp woont. Het meisje verdwijnt en Griffin start een onderzoek. Zij krijgt weinig medewerking van haar mannelijke collega's en ook niet van Tui's vader Matt Mitcham, een lokale crimineel. Hij is woest wanneer een stuk land, waar hij interesse in had, verkocht werd aan een groep vrouwen, onder leiding van goeroe GJ (Holly Hunter).

## Rolverdeling
Elisabeth Moss speelt in beide seizoenen de rol van Robin Griffin, een detective uit Sydney. 

### Top of the Lake
- David Wenham als Det. Al Parker
- Peter Mullan als Matt Mitcham
- Holly Hunter als GJ
- Jacqueline Joe als Tui Mitcham
- Robyn Nevin als Jude
- Thomas M. Wright as Johnno Mitcham
- Robyn Malcolm als Anita
- Mirrah Foulkes als Simone
- Calvin Tuteao als Turangi
- Sarah Valentine als Prue
- Stephen Lovatt als Officer Pete
- Jay Ryan als Mark Mitcham
- Lucy Lawless als Caroline Platt
- Luke Buchanan als Jamie
- Skye Wansey als Grishina
- Genevieve Lemon als Bunny
- Madeleine Sami als Zena
- Kip Chapman als Luke Mitcham
- Alison Bruce als Anne-Marie

### Top of the Lake: China Girl
- Gwendoline Christie als Miranda Hilmarson
- David Dencik als Alexander "Puss" Braun
- Ewen Leslie als Pyke Edwards
- Alice Englert als Mary Edwards
- Nicole Kidman als Julia Edwards

## Afleveringen

### Top of the Lake
Seizoen 1 bestaat uit 6 afleveringen.
| Nr. | Afl. | Titel                    | Regisseur    | Schrijver               | Uitzenddatum     |
| --- | ---- | ------------------------ | ------------ | ----------------------- | ---------------- |
| 1   | 1    | Paradise Sold            | Jane Campion | Jane Campion Gerard Lee | 13 juli 2013     |
| 2   | 2    | Searchers Search         | Garth Davis  | Jane Campion Gerard Lee | 20 juli 2013     |
| 3   | 3    | The Edge of the Universe | Garth Davis  | Jane Campion Gerard Lee | 27 juli 2013     |
| 4   | 4    | A Rainbow Above Us       | Jane Campion | Jane Campion Gerard Lee | 3 augustus 2013  |
| 5   | 5    | The Dark Creator         | Garth Davis  | Jane Campion Gerard Lee | 10 augustus 2013 |
| 6   | 6    | No Goodbyes, Thanks      | Jane Campion | Jane Campion Gerard Lee | 17 augustus 2013 |

### Top of the Lake: China Girl
Seizoen 2 bestaat uit 6 afleveringen.
| Nr. | Afl. | Titel                     | Regisseur     | Schrijver               | Uitzenddatum     |
| --- | ---- | ------------------------- | ------------- | ----------------------- | ---------------- |
| 7   | 1    | China Girl                | Jane Campion  | Jane Campion Gerard Lee | 17 juli 2017     |
| 8   | 2    | The Loved One             | Ariel Kleiman | Jane Campion Gerard Lee | 3 augustus 2017  |
| 9   | 3    | Surrogate                 | Ariel Kleiman | Jane Campion Gerard Lee | 10 augustus 2017 |
| 10  | 4    | Birthday                  | Ariel Kleiman | Jane Campion Gerard Lee | 17 augustus 2017 |
| 11  | 5    | Who's Your Daddy          | Jane Campion  | Jane Campion Gerard Lee | 24 augustus 2017 |
| 12  | 6    | The Battle of the Mothers | Ariel Kleiman | Jane Campion Gerard Lee | 31 augustus 2017 |